# Feral House
«Feral House» («Дикий дом») — американское издательство «книг на запретные темы», основанное в 1989 году в Лос-Анджелесе Адамом Парфреем. Название издательству дал Бойд Райс.
По словам Парфрея, «Feral House» основано с целью распространения «чистой информации» как бунта против истеблишмента современных средств массовой информации и потребительской системы. Тематика книг издательства широка, включает публицистическую литературу по оккультизму, сатанизму, панк-року, критике современной культуры, серийным убийцам, садомазохизму и другим областям, которые можно считать традиционно запретными.

## Наиболее известные книги
- «Культура времён Апокалипсиса» (англ. Apocalypse Culture). На русском языке книга была опубликована издательством «Ультра.Культура» в 2005 году.
- «Тайная жизнь сатаниста» (англ. The Secret Life of a Satanist: The Authorized Biography of Anton LaVey). На русском языке книга была опубликована издательством «Ультра. Культура» в 2004 году.
- «Lords of Chaos: The Bloody Rise of the Satanic Metal Underground».
- и др.